# Fantastique Maître Renard
Fantastique Maître Renard (titre original : Fantastic Mr Fox) est un livre pour enfants écrit par Roald Dahl en 1970.

## Histoire
Trois fermiers nommés Boggis, Bunce et Bean essaient de tuer le renard qui vient rôder autour de chez eux à la tombée de la nuit pour leur voler poulets, canards, oies et dindes.
Bean a repéré le terrier du renard et les trois fermiers lui tendent une embuscade. Ils déclenchent la fusillade lorsque le renard sort de son repaire la nuit tombée. Le renard leur échappe une fois de plus, non sans mal car les coups de fusil ont coupé sa queue. Pris au piège par les fermiers et leurs employés et manquant de mourir de faim au bout de trois jours, le renard et sa famille creusent un tunnel jusqu'au poulailler de Boggis et volent quelques poulets...
Ils continuent en direction de l'entrepôt de Bunce et de la cave où Bean garde son cidre. Au cours de ces péripéties ils rencontrent le blaireau et d'autres animaux en train de mourir de faim à cause du siège que les fermiers montent autour de la colline où se trouve le terrier. Le renard, se sentant responsable de cette situation, invite les autres animaux à un banquet préparé grâce à ses chapardages. Maintenant que leur subsistance est assurée, tous décident de rester sous terre où ils ne sont plus soumis aux dangers de l'extérieur...

## Adaptation
Le livre a été adapté par Wes Anderson en 2009 dans le film d’animation Fantastic Mr. Fox.

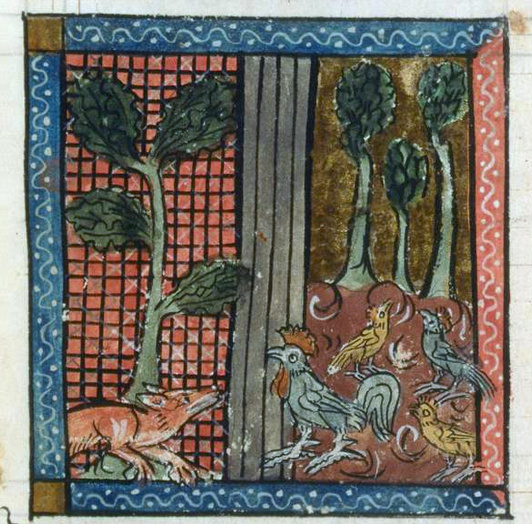
Renart chassant les poules (miniature du XIII^{e} siècle, Roman de Renart).